# Sergi González
Pour les articles homonymes, voir González et Sergi (homonymie).
Sergio González Testón, né le 26 mai 1995, communément appelé Sergi, est un footballeur espagnol qui joue pour l'Istra 1961 en Croatie au poste d'arrière gauche, où il est prêté par Alavés.

## Carrière
Né à Madrid, Sergi a été formé à l'Atlético Madrid. 
Le 19 juillet 2014, alors qu'il évolue dans les équipes reserves de l'Atletico, il est prêté au CF Rayo Majadahonda, en Segunda División B, pour une durée d'un an. 
Après avoir régulièrement joué avec le club, Sergi retourne avec l'Atleti en juillet 2016. Il a fait ses débuts en équipe première le 25 octobre 2017, titularisé lors d'un match nul 1 à 1 contre l'Elche CF en Copa del Rey,. Le 22 février 2018, il fait ses débuts en Europe, jouant 90 minutes lors d'une victoire 1-0 contre le FC Copenhague lors du match retour des huitièmes de finale de la Ligue Europa . 
Le 24 août 2018, il signe pour le FC Ararat-Arménie partant le 20 juin 2019 à l'expiration de son contrat. 

## Palmarès
| Atlético Madrid - Ligue Europa (1) : - Vainqueur : 2017-18. |  | Ararat-Armenia - Championnat d'Arménie (1) : - Champion : 2018-19. |